# Sévérine (personaje)
Sévérine es un personaje de la saga de películas de James Bond. Aparece en Skyfall, interpretada por Bérénice Marlohe.

## Biografía ficticia

### Skyfall
Séverine, que James Bond la vio anteriormente durante el asesinato de Patrice, le advierte que está a punto de ser asesinado, pero se compromete a ayudarlo si él matará a su empleador. Bond golpea a sus atacantes y se une a Sévérine en su barco. Ellos viajan a una isla, donde son apresados por la tripulación y entregado al empleador de Sévérine, Raoul Silva. Un exagente del MI6 que trabaja bajo M, Silva sostiene a su responsable de su tortura y encarcelamiento por los chinos. Finalmente Silva mata a Séverine.

## Curiosidades
Para desarrollar el personaje de Sévérine, la actriz Bérénice Marlohe se inspiró en la villana de GoldenEye Xenia Onatopp, interpretada por Famke Janssen. 